# Coutiches
 Coutiches  es una población y comuna francesa, en la región de Norte-Paso de Calais, departamento de Norte, en el distrito de Douai y cantón de Orchies.

## Demografía
| 1521 | 1549 | 1516 | 1517 | 2051 | 2235 |
| Para los censos de 1962 a 1999 la población legal corresponde a la población sin duplicidades (Fuente: INSEE [Consultar]) |      |      |      |      |      |